# مسجد أبو خضرة (غزة)
مسجد أبو خضرة، هو أحد المساجد التاريخية في قطاع غزة، يقع في حي الصبرة وسط مدينة غزة بفلسطين.